# Giovanni Guareschi
Giovannino Oliviero Giuseppe Guareschi (ur. 1 maja 1908 w Fontanelle, zm. 22 lipca 1968 w Cervia) – włoski pisarz, dziennikarz, satyryk, autor serii powieściowej o don Camillo.

## Życiorys

### Młodość
Giovannino Guareschi urodził się w 1908 w miejscowości Fontanelle di Roccabianca w okolicach Parmy. Jego matka, Lina Maghenzani, była pedagogiem w szkole podstawowej; ojciec, Primo Augusto, handlował rowerami, maszynami do szycia, urządzeniami rolniczymi; był także zaangażowany politycznie w ruchu socjalistycznym. Od wczesnej młodości Guareschi miał bliski kontakt zarówno z lewicą, jak i z upolitycznionym (zwłaszcza po swoistym ralliement z faszystami w latach 20.) klerem – co wywarło duży wpływ na jego poglądy oraz twórczość.
Rodzina Guareschiego jesienią 1925 zbankrutowała, co zmusiło przyszłego pisarza do opuszczenia szkoły z internatem. W latach 1925–1928 uczęszczał eksternistycznie do liceum, a w 1929 zapisał się na Uniwersytet Parmeński, na wydział prawa. Uczynił to jednak tylko w celu uniknięcia służby wojskowej, na wykłady nie uczęszczał. Formalnie studiował do 1931.

### Początki działalności zawodowej i II wojna światowa
W międzyczasie zajął się działalnością zarobkową – imał się prac dorywczych (np. jako dozorca w cukrowni), potem zajął się dziennikarstwem. Był m.in. korektorem, projektował plakaty, wreszcie otrzymał posadę redaktora – w „Corriere Emiliano”, a później w „Bertoldo”. W czasie II wojny światowej został wcielony do wojska i przerzucony na front wschodni. Dosłużył się stopnia oficerskiego w artylerii. Po 1943 trafił do niewoli niemieckiej i był więziony w niemieckich obozach dla jeńców wojennych, m.in. na ziemiach polskich okupowanych przez Niemców – w Częstochowie i Beniaminowie. Potem w Sanbostel w Niemczech.

### Po II wojnie światowej
Po powrocie do Włoch Guareschi stworzył satyryczne pismo o charakterze monarchistycznym „Candido” (Kandyd). W wyborach 1948 aktywnie zwalczał komunistów, popierając chadecję. Jednak w okresie późniejszym wielokrotnie krytykował zwycięskich chrześcijańskich demokratów za niekierowanie się w swych rządach zasadami społecznej nauki Kościoła.
Guareschi był ostrym i bezkompromisowym krytykiem otaczającej go rzeczywistości politycznej. Swoje ataki kierował pod adresem konkretnych osób, co przypłacił kilkunastoma miesiącami więzienia w latach 1954−1955 – po tym, jak sądy uznały, iż uprawiał propagandę dyfamacyjną wobec prezydenta Republiki Luigi Einaudiego oraz oskarżono go o obrazę późniejszego premiera, Alcide De Gasperi (opublikował w „Kandydzie” jego listy, w których polecał koalicji antyfaszystowskiej zbombardować Rzym dla załamania morale kolaborantów – w toku procesu uznano listy za fałszywe).
Od 1956 jego stan zdrowia ulegał ciągłemu pogorszeniu, w związku z czym większość czasu spędzał na kuracjach w Szwajcarii. Zrezygnował ze stanowiska naczelnego redaktora „Kandyda” w 1957, ale współpracował z pismem do końca życia. Zmarł na atak serca w Cervia 22 lipca 1968 roku.

## Polskie tłumaczenia
W języku polskim wydano szereg tłumaczeń z Guareschiego:
- Mały świat don Camilla (Mondo piccolo. Don Camillo, tłum. Jan Bielatowicz, Londyn 1954)
- Don Camillo i jego trzoda (Mondo piccolo. Don Camillo e il suo gregge, tłum. Jan Bielatowicz, Londyn 1956)
- Rodzinka (Corrierino delle famiglie, tłum. Barbara Sieroszewska, Warszawa 1969)
- Odkrycie Mediolanu (La scoperta di Milano, tłum. Barbara Sieroszewska, Warszawa 1972)
- Przeznaczenie ma imię Klotylda (Destino si chiama Clotilde, tłum. Barbara Sieroszewska, Warszawa 1976)
- Dziesiąty spiskowiec (Il decimo clandestino, tłum. Magdalena Dutkiewicz, Warszawa 1989) ISBN 83-211-0988-8
- Towarzysz don Camillo (Il compagno don Camillo, tłum. Adam Szymanowski, Warszawa 1993) ISBN 83-85482-13-X
- Ludziska (Gente cosí, tłum. Magdalena Dutkiewicz-Litwiniuk, Warszawa 1993) ISBN 83-85482-15-6
- Don Camillo i dzisiejsza młodzież (Don Camillo e i giovani d'oggi, tłum. Adam Szymanowski, Warszawa 1994) ISBN 83-85482-27-X
- Blady wymoczek (Lo spumarino pallido, tłum. Magdalena Dutkiewicz-Litwiniuk, Warszawa 1994) ISBN 83-85482-24-5
- Wiosna don Camilla (Anno di don Camillo, tłum. Magdalena Dutkiewicz-Litwiniuk, Warszawa 1995) ISBN 83-85482-55-5
- Lato don Camilla (Anno di don Camillo, tłum. Magdalena Dutkiewicz-Litwiniuk, Warszawa 1995) ISBN 83-85482-59-8
- Jesień don Camilla (Anno di don Camillo, tłum. Magdalena Dutkiewicz-Litwiniuk, Warszawa 1995) ISBN 83-85482-61-X
- Don Camillo i ludzkie kłopoty (Noi del Boscaccio, tłum. Magdalena Dutkiewicz-Litwiniuk, Warszawa 1996) ISBN 83-85482-73-3
- Zima don Camilla (tłum. Magdalena Dutkiewicz-Litwiniuk, Warszawa 1996) ISBN 83-85482-63-6
- Don Camillo i Don Chichi (Don Camillo e don Chichi, tłum. Adam Szymanowski, Warszawa 2009) ISBN 978-83-211-1850-5
- Rok don Camilla (L'anno di Don Camillo, tłum. Magdalena Dutkiewicz-Litwiniuk, Warszawa 2010) ISBN 978-83-211-1873-4
- Ciao, don Camillo (Ciao Don Camillo, tłum. Magdalena Dutkiewicz-Litwiniuk, Warszawa 2011) ISBN 978-83-211-1882-6
- Sekretny dziennik: jeńcy włoscy w Beniaminowie 1943–1944 (Diario clandestino, 1943–1945, „Rocznik Legionowski”. T. 6 2013, s. 130–143, tłum. Adam Rafał Kaczyński)